# Irina Strahova
Irina Borisovna Strahova (rusko Ирина Борисовна Страховна), ruska atletinja, * 4. marec 1959, Novosibirsk, Sovjetska zveza.
Največji uspeh v karieri je dosegla z osvojitvijo prvega naslova svetovne prvakinje v hitri hoji na 10 km leta 1987. Na svetovnem pokalu v hitri hoji je osvojila zlato in srebrno medaljo.